# 邦克希爾 (密蘇里州劉易斯縣)
邦克希爾（英語：Bunker Hill）是位於美國密蘇里州劉易斯縣的鬼鎮。

## 歷史
邦克希爾的郵局於1855年設立，其後於1904年停運。

## 地理
邦克希爾所處的海拔為高於海平面211米（即692英呎），而該地所採用的時區為UTC-6，即北美中部時區（CST）。同時該地設有夏令時間，為UTC-6調快一小時，即UTC-5（CDT）。